# Norman Atlantic (Schiff, 1972)
Die Norman Atlantic war ein unter der Flagge Singapurs fahrender Öltanker. Das Schiff fuhr Rohbenzin für die Singa Atlantic Private Ltd., als es 1987 im Zuge des sogenannten „Tankerkrieges“ von iranischen Motorbooten angegriffen und versenkt wurde.

## Tankerkrieg

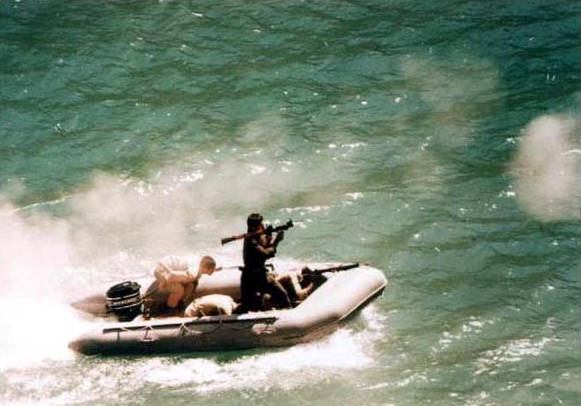
Iranisches Motorboot mit einem RPG-Schützen während des Tankerkrieges

Die Norman Atlantic hatte Anfang Dezember 1987 in Kuwait Naphtha geladen und nahm Kurs auf Fudschaira, wo sie weitere Anweisungen für die Fahrt nach Japan abwarten sollte. Sie wurde an der Einfahrt zur Straße von Hormus am Mittag des 6. Dezembers 1987 bei (26°22'00″N 56°15′00″E) von drei schnellen, iranischen Motorbooten angegriffen. Wenige Stunden zuvor war bereits der Tanker Estelle Maersk angegriffen und beschädigt worden.
Die Norman Atlantic wurde von mehreren RPG-Geschossen getroffen, die zwei ihrer Tanks beschädigten, wobei die leicht brennbare Ladung Feuer fing. Der Kapitän befahl der Besatzung, das Schiff zu verlassen, die 34 Besatzungsmitglieder wurden von der omanischen Küstenwache geborgen. Versuche mit Löschbooten, die Brände unter Kontrolle zu bringen, blieben erfolglos und der Tanker brannte drei Tage, bevor das Wrack schließlich am 9. Dezember 1987 auseinanderbrach und zuerst das Heck acht Seemeilen vor der Insel Umm al-Fayyarin und später der Bug untergingen. Das Schiff war mit 7,5 Millionen US-Dollar versichert.